# Accions per minut
Accions per minut (en anglès Actions per minute), abreujat com APM, és un terme utilitzat en els videojocs, especialment en jocs d'estratègia i lluita en temps real, que fa referència al nombre total d'accions que un jugador pot realitzar en un minut. Les accions per minut són el nombre d'accions (com seleccionar unitats o emetre una comanda) realitzades en un minut de joc en jocs d'estratègia en temps real, sobretot a StarCraft. L'APM elevat s'associa sovint amb l'habilitat, ja que pot indicar que un jugador sap què fer al joc i té la destresa manual per dur-lo a terme. S'ha desenvolupat un programari per analitzar l'APM dels jugadors en aquests jocs. Els principiants solen tenir un nombre baix d'APM, normalment inferior als 50. Els atletes electrònics professionals a Corea del Sud solen tenir unes puntuacions mitjanes d'APM al voltant de 350, però sovint superen els 450 durant les seqüències de batalla intenses. Entre els jugadors notables amb més de 400 APM mitjans hi ha Lee Jae-Dong. Park Sung-Joon és conegut pel registre APM de 818. Tanmateix, atès que la majoria dels APM són repeticions d'ordres ja donades, APM no sempre es considera una indicació precisa d'habilitat.
El terme APM s'originà a partir de StarCraft i es va popularitzar després del desenvolupament d'un gran nombre d'eines comunitàries que permetien als observadors de partides de videojocs veure recursos del jugador i “accions per minut”, que s'utilitzava com a mètrica per determinar l'habilitat d'un jugador. Després del llançament de StarCraft II: Wings of Liberty, moltes d'aquestes mètriques es van incorporar a la interfície del joc, inclosa APM, que va popularitzar encara més l'ús del terme i va servir per augmentar la competitivitat del joc.
El valor APM d'un jugador es determina pel nombre d'accions realitzades en un minut determinat. Algunes accions, com la selecció repetida, són més fàcils de dur a terme que d'altres, i els jugadors poden realitzar repetidament aquestes accions considerant-se "spam", de manera que són redundants pel que fa a la seva utilitat. El "spamming" es pot utilitzar com una forma d'escalfar i mantenir la velocitat per a les fases posteriors del joc, o pot utilitzar-se simplement per augmentar l'APM gravat per un jugador per millorar la percepció de les seves habilitats de joc. A causa d'això, mesures més sofisticades d'APM poden intentar filtrar accions redundants per mitjà d'ignorar la re-selecció d'un grup d'unitats que ja estaven seleccionades i ignorar el començament del joc (quan la típica manca relativa d'acció facilita el spam), per tal de mesurar només el valor APM "eficient / eficaç" d'un jugador. No obstant això, actualment no hi ha estandardització del que constitueix una "acció efectiva" i, per tant, normalment es registra APM sense cap filtratge.
La precisió és un altre factor relacionat amb l'APM d'un jugador. La precisió és la coordinació de clics i pulsacions de teclat precises. Una precisió més gran farà que es produeixin menys clics erronis i cops erronis; per tant, l'eficiència del jugador augmenta amb una major precisió, el que significa que l'APM és una estadística de mesura més precisa.